# Дзнеладзе, Роман Михайлович
Роман Михайлович Дзнеладзе (груз. რომან მიხეილის ძე ძნელაძე; 12 апреля 1933, Тифлис — 11 апреля 1966, Тержола, Имеретия) — советский борец греко-римского стиля, бронзовый призёр летних Олимпийских игр 1956 года, чемпион СССР. Мастер спорта СССР (1956). заслуженный мастер спорта СССР (1956).

## Биография
Начал заниматься борьбой в 1948 году в Тбилиси у тренера Н. Г. Акопова. Первый успех к борцу пришёл в 1952 году, когда он выиграл чемпионат Грузии, и в том же году стал третьим на чемпионате СССР.
В 1956 году выиграл Спартакиаду народов СССР, соревнования на которой имели статус чемпионата СССР, при этом в финальной схватке тушировал олимпийского чемпиона 1952 года Якова Пункина и был включён в олимпийскую команду.
На летних Олимпийских играх 1956 года в Мельбурне боролся в весовой категории до 62 килограммов. Победитель определялся по минимальному количеству штрафных баллов: за чистую победу (туше) штрафные баллы не начислялись, за победу по решению судей начислялся 1 штрафной балл; за любое поражение начислялись 3 штрафных балла. Спортсмен, получивший к финальным схваткам 5 штрафных баллов, выбывал из турнира.
В схватках:
- в первом круге на 9-й минуте был положен на лопатки Музахиром Силле (Турция) и получил 3 штрафных балла;

В первом круге (а это была для него первая международная встреча) он хорошо вёл схватку с турком Силле, будущим чемпионом римской Олимпиады. Но соперник, борясь в партере сверху, поднял Романа так, что он повис почти вертикально, головой к ковру. Роман справедливо полагал, что турок не бросит его на ковёр, не ударит головой. Нашими правилами это запрещается, ибо может привести к серьёзной травме. Разве что турок опустит его на ковёр или попытается сделать бросок через спину. Но правила в Мельбурне оказались другими. Роман успел избежать удара о ковёр, но его плечи и лопатки коснулись ковра 
- во втором круге на 5-й минуте тушировал Гуннара Хоканссона (Швеция);
- в третьем круге на 11-й минуте тушировал Умберто Триппу (Италия);
- в четвёртом круге выиграл решением судей со счётом 2-1 у Рауно Мякинена (Финляндия) и получил 1 штрафной балл;
- в пятом круге не участвовал.

В соответствии с действующими правилами к финальной схватке сложилась редкая ситуация. Судьба всех медалей решалась в схватке советского борца с именитым венгерским борцом Имре Пойяком. В случае чистой победы венгра золотая медаль доставалась ему, Дзнеладзе получал серебро, а Рауно Мяккинен оставался третьим. В случае победы Дзнеладзе (что представлялось маловероятным ввиду серьёзной травмы руки советского борца) он становился первым, Мяккинен вторым, а Имре Пойяк третьим. В случае же победы Имре Пойяка по очкам он оставался вторым, финский борец становился чемпионом, а Дзнеладзе оставался лишь третьим. Таким образом, советскому борцу, чтобы получить гарантированное «серебро», можно было самому лечь на лопатки. Борьба могла принести золото, но скорее всего отправила бы Дзнеладзе на третье место.
В финальной схватке Дзнеладзе проиграл по очкам Имре Пойяку (Венгрия) со счётом 1:2, остался третьим и тем самым обеспечил финскому борцу золотую медаль.
Погиб в автомобильной катастрофе близ Тержолы в 1966 году вместе с олимпийским чемпионом 1960 года Автандилом Коридзе.

## Награды
- Медаль «За трудовую доблесть» (27.04.1957) — «за успехи, достигнутые в деле развития массового физкультурного движения в стране, повышения мастерства советских спортсменов, и успешное выступление на международных соревнованиях»